# تیموتی زان
 تیموتی زان (انگلیسی: Timothy Zahn؛ زادهٔ ۱ سپتامبر ۱۹۵۱) یک نویسنده اهل ایالات متحده آمریکا است.